# Левка (Болгарія)
Ле́вка (болг. Левка) — село в Хасковській області Болгарії. Входить до складу общини Свиленград.

## Населення
За даними перепису населення 2011 року у селі проживала 431 особа.
Національний склад населення села:
| Національність   | Кількість осіб | Відсоток |
| ---------------- | -------------- | -------- |
| болгари          | 375            | 89,5%    |
| турки            | 43             | 10,3%    |
| цигани           | 0              | 0%       |
| Всього відповіли | 419            |          |

Розподіл населення за віком у 2011 році:
Динаміка населення: